# Bandera de Grècia
La bandera de Grècia està composta de nou línies horitzontals iguals en les quals s'alterna el blau amb el blanc. Al cantó superior esquerre hi ha un fons blau amb una creu blanca; la creu simbolitza el cristianisme ortodox grec, la religió majoritària del país, i les nou línies són una per a cada síl·laba de la frase "Llibertat o mort" (Ελευθερία ή θάνατος, E-lef-the-ri-a-i-thà-na-tos). Les dimensions oficials de la bandera són 2:3.
Els colors blau i blanc es van fer servir primerament cap a la dècada del 1820, però la forma actual no va ser adoptada com a bandera estatal fins al 1978. Prèviament, en un color més fosc, la bandera actual només es feia servir al mar i a la marina mercant, ja que llavors la bandera estatal només era una creu blanca en fons blau.

## Construcció i dimensions

Plantilla de construcció de la bandera.

### Colors
Com que la paraula "cian" (en grec: κυανός, kyanos), també pot significar "blau" en grec, la tonalitat exacta del blau segueix sent ambigua. Tot i que implica l'ús d'un to de blau cel. En conseqüència, el to de blau es deixa en gran manera a la decisió dels fabricants de banderes, tal com es mostra a la taula següent.
| Model de color | Blanc         | Blau (Album des pavillons) | Blau (Jocs Beijing) | Blau (Jocs Londres) |
| -------------- | ------------- | -------------------------- | ------------------- | ------------------- |
| Pantone        | Blanc         | 286C                       | 285                 | Reflex Blue         |
| RGB            | 255, 255, 255 | 0, 51, 160                 | 0, 154, 68          | 255, 205, 0         |
| HTML           | #FFFFFF       | #0033A0                    | #0072CE             | #001489             |

Els models RGB i HTML s'han extret a patir dels codis de Pantone.

## Altres banderes

Pavelló de proa.

## Banderes històriques

Bandera sota l'Imperi Romà d'Orient.
Bandera dels sipahi, feta servir en els territoris grecs (1431-1619).
Bandera sota el domini de l'Imperi Otomà, colors vermells per als turcs i la franja blava per als grecs.
Bandera apareguda el 1769, però famosa pel seu ús a la Revolució Grega de 1821.
Bandera de la Primera República Hel·lènica (1822-1832)
Bandera del Regne de Grècia (1935-1941)
Bandera de la Segona República Hel·lènica (1924 a 1935)
Bandera del restaurat Regne de Grècia (1935-1941)
Bandera de l'Estat Hel·lènic, el govern titella de les potències de l'Eix (1941-1944)
Bandera del novament restaurat Regne de Grècia (1944-1970, a partir del 1967 sota el Règim dels Coronels)
Bandera del Regne de Grècia, de la República Hel·lènica sota el Règim dels Coronels i del govern provisional de 1975 (1970 - 1975)
Bandera actual de la Tercera República Hel·lènica (1975-act.)